# مع الشمس
Cum sole هي عبارة لاتينية تعني مع الشمس. يستخدم هذا المصطلح أحيانًا في علم الطقس وعلم المحيطات الفيزيائي للإشارة إلى الحركة المضادة للزوابع، والتي تكون في اتجاه عقارب الساعة في نصف الأرض الشمالي وفي عكس حركة عقارب الساعة في نصف الأرض الجنوبي (ولكن مع الحركة الواضحة للشمس عند ملاقاة خط الاستواء في كلا نصفي الكرة الأرضية) (بوند وبيكارد عام 1983).
عكس عبارة مع الشمس هو ضد الشمس التي تعني (حركة الزوبعة). ونادرًا ما تستخدم كلتا العبارتين.